# Protaphorura vanderdrifti
Protaphorura vanderdrifti är en urinsektsart som beskrevs av Hermann Gisin 1952. Protaphorura vanderdrifti ingår i släktet Protaphorura, och familjen blekhoppstjärtar. Arten är reproducerande i Sverige.